# 陈敬伯
陈敬伯（?—?），元朝大臣，陈颢（陈仲明）之次子，元顺帝时中书参知政事、平章政事。
陈敬伯先世居卢龙，陈山在金朝为谋克监军，被成吉思汗任命为平阳等路军民都元帅，子孙迁居清州，于是为清州（今河北省青县）人。至正十五年（1355年），陈敬伯分省彰德，后来担任侍御史。至正十七年（1357年），出任中书参知政事，至正二十年（1360年），担任中书左丞。至正二十七年（1367年），担任中书右丞，不久升任中书平章政事。 